# Xian H-8
Con la sigla Xian H-8 (轰-8S, Hōng-8P) si identificano alcuni progetti relativi ad un modello di bombardiere strategico sviluppato nella Repubblica Popolare Cinese dall'azienda statale Xi'an e candidati a sostituire il bimotore a getto Xian H-6, il sovietico Tupolev Tu-16 prodotto su licenza e successivamente sviluppato autonomamente.
Destinato ad equipaggiare i reparti della Zhōngguó Rénmín Jiěfàngjūn Kōngjūn, la componente aerea dell'Esercito Popolare di Liberazione (internazionalmente nota con la dizione in lingua inglese People's Liberation Army Air Force e con la sigla PLAAF), del nuovo modello non si hanno che notizie frammentarie relative a velivoli anche fortemente dissimili tra loro, dall'estremo sviluppo dell'H-6 caratterizzato nuovamente da un'impostazione convenzionale ed ala a freccia fino alle ipotesi di un'ala volante con capacità stealth simile allo statunitense Northrop Grumman B-2 Spirit.

## Storia del progetto

### Il primo H-8
Il primo prototipo annunciato con questo nome, veniva riportato come una versione ingrandita dell'H-6 e dotata di motori sotto le ali. Il progetto fu cancellato nei primi anni ottanta e non fu avviato in produzione.

### Sviluppo
In origine, una variante Xian H-6I, prototipo dello Xian H-8, venne proposta dalla Xi'an Aircraft Factory nel giugno 1970 come versione quadrimotore dello Xian H-6. La progettazione iniziò nel febbraio 1971 dopo che la proposta fu approvata dal governo. Nel 1973, la Zhōngguó Rénmín Jiěfàngjūn Kōngjūn emise un requisito ulteriore che richiedeva l'aggiunta di capacità anti-nave e formalmente accettò di valutare il progetto. Il primo prototipo fu completato entro la fine del 1977 e il volo inaugurale si tenne nel gennaio 1978.

### L'H-8 degli anni duemila
Con il nome di Xian H-8, varie fonti hanno iniziato a indicare un progetto cinese segreto per un bombardiere strategico dalle caratteristiche stealth, ma altri analisti hanno riportato il loro scetticismo sul fatto che la Cina possegga una tecnologia simile. L'aereo deriverebbe da un requisito emesso nel 1994 e mirato a dotare l'aeronautica cinese di un bombardiere strategico dalle stesse caratteristiche del Northrop Grumman B-2 Spirit statunitense. Secondo le indiscrezioni, la nuova versione dell'H-8 avrebbe una configurazione ad ala volante, comandi di volo fly-by-wire e capacità di volo supersoniche. L'armamento sarebbe sia convenzionale, che anti-nave, che nucleare fino a un massimo di 18 tonnellate, ospitate in due vani di armamento. Il primo volo era indicato per il 2011.

## Tecnica
Il prototipo era equipaggiato con quattro motori turboventola Rolls-Royce Spey Mk 512-5W , in origine acquistati come ricambi per gli Hawker Siddeley Trident che la Cina aveva comprato. Dopo il primo volo, venne rilasciata la certificazione per il volo l'anno successivo e la designazione del progetto mutò quindi in Xian H-8 in qualche periodo tra il 1978 e il 1979, in attesa dell'avvio della produzione di serie.
La fusoliera era allungata rispetto all'originale H-6 e il progetto era stato modificato per utilizzare i motori appesi singolarmente a dei pod sotto le ali. L'aereo era in grado di salire di quota ad una velocità del 40% migliore rispetto a quella dell'H-6, mentre il raggio d'azione risultò incrementato di un terzo, raggiungendo gli 8 000 km. Anche il carico bellico era maggiorato e comprendeva bombe di varie grandezze, variabili da 100 kg a quelle grandi fino a 9 tonnellate. Il vano bombe era di 8,6 metri x 1,8 metri x 2,72 metri e in grado di essere caricato fino ad un massimo di 18 tonnellate, sebbene per raggiungere il massimo raggio d'azione, il carico bellico andava ridotto fino a 7 tonnellate. L'aereo poteva trasportare bombe nucleari, così come era possibile configurarlo per il ruolo anti-nave, per il quale si caricavano 3 missili, due sotto le ali e uno semi annegato nella baia bombe. L'armamento difensivo consisteva in una torretta in coda con due cannoni da 23 mm.
L'equipaggio era costituito da 6 persone sistemate in due compartimenti pressurizzati diversi. Pilota-comandante di missione, co-pilota-ingegnere di volo, navigatore-osservatore e bombardiere-meccanico di volo prendevano posto nel compartimento pressurizzato anteriore, mentre l'addetto alla guerra elettronica e comunicazioni e il mitragliere-assistente alle comunicazioni sedevano in un compartimento pressurizzato posteriore. L'avionica derivava per la maggior parte dalla copia di equipaggiamenti simili ricavati dai Boeing B-52 Stratofortress abbattuti dalle forze armate nordvietnamite durante la Guerra del Vietnam.
I motori Mk 512 vennero sostituiti con i Rolls-Royce Spey Mk 202 per ridurre i costi di esercizio e semplificare la logistica, ma questo non fu sufficiente a salvare il programma dai tagli massicci alle spese militari degli anni ottanta e la Cina cancellò il programma nel 1980 prima dell'avvio della produzione di serie che era già stata pianificata.